# Otitesellini

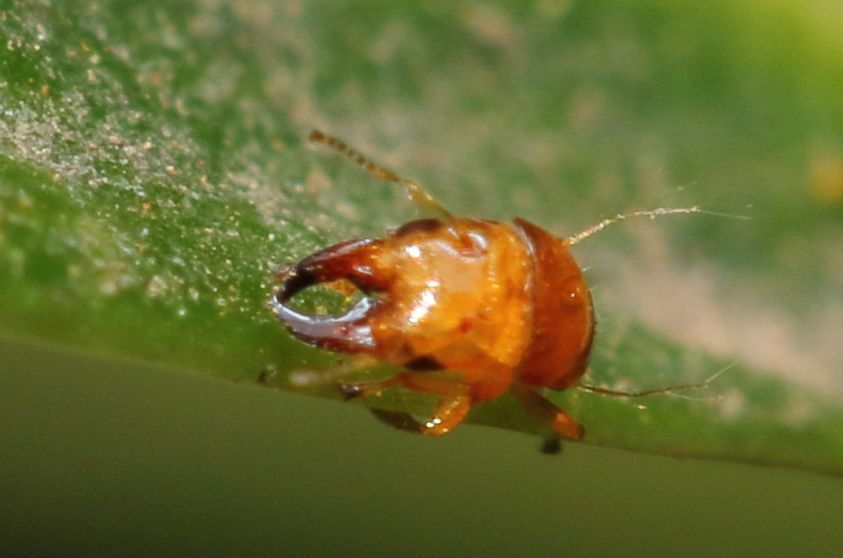
Otitesella sp. ♂

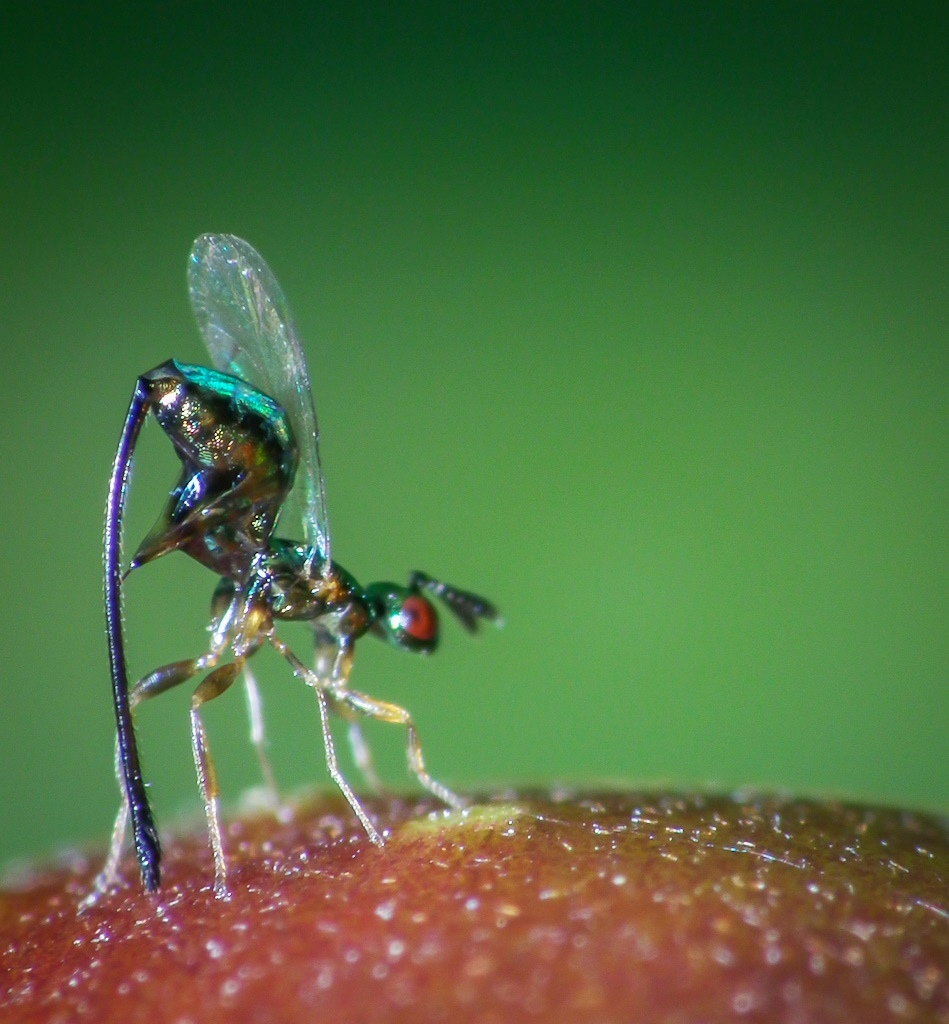
Sycoscapter sp. ♀

Die Otitesellini bilden eine Tribus der Erzwespen-Unterfamilie Pteromalinae.
Burks et al. (2022) führten aufgrund molekularbiologischer und morphologischer Studien eine Aufspaltung und Umgliederung der Pteromalidae durch. Dabei wurde die Unterfamilie Otitesellinae zusammen mit Sycoecinae und Sycoryctinae, alle drei waren zuvor der Familie der Feigenwespen (Agaonidae) zugeordnet, in eine Tribus innerhalb der Pteromalinae und damit innerhalb der Familie Pteromalidae überführt. Die Typus-Gattung ist Otitesella Westwood, 1883.

## Merkmale
Die Gattungen Diaziella, Marginalia, Robertsia, Seres (zum Teil) sowie Sycoecus besitzen 10 Geißelglieder. 11 Geißelglieder kommen bei den Gattungen Apocrypta, Arachonia, Seres (zum Teil), Otitesella und Walkerella vor. Die restlichen Vertreter der Otitesellini weisen 12 Geißelglieder auf. Die Notauli (Längsfurchen auf den Seiten des Mesoscutum) sind meistens vollständig, fehlt jedoch bei Seres. Der Abstand des propodealen Stigma zum Vorderrand des Propodeum ist gewöhnlich dessen Länge oder größer (Ausnahmen: Marginalia, einige Walkerella und Robertsia). Die Männchen sind gewöhnlich apter (Ausnahmen: die meisten der zuvor Sycoecinae zugeordneten Arten sowie einige Vertreter aus den Gattungen Watshamiella und Sycoryctes). Die Männchen weisen häufig vergrößerte Mandibeln und Scapus auf.

## Lebensweise
Zu den Otitesellini gehören in der Alten Welt vorkommende Erzwespen, deren Larven sich in den Fruchtknoten von Feigen (Ficus) entwickeln.

## Innere Systematik
Gemäß der Taxonomie von Burks et al. (2022) werden mindestens 28 Gattungen der Tribus Otitesellini zugeordnet.
- Adiyodiella Priyadarsanan, 2000
- Apocrypta Coquerel, 1855
- Arachonia Joseph, 1957
- Bouceka Koçak & Kemal, 2008
- Comptoniella Wiebes, 1992
- Crossogaster Mayr 1885
- Diaziella Grandi, 1928
- Dobunabaa Bouček, 1988
- Eujacobsonia Grandi, 1923
- Grandiana Wiebes, 1961
- Grasseiana Abdurahiman & Joseph, 1968
- Guadalia Wiebes, 1967
- Lipothymus Grandi, 1921
- Marginalia Priyadarsanan, 2000
- Micranisa Walker, 1875
- Micrognathophora Grandi, 1921
- Otitesella Westwood, 1883
- Philosycella Abdurahiman & Joseph, 1976
- Philosycus Wiebes, 1969
- Philoverdance Priyadarsanan, 2000
- Philotrypesis Foerster, 1878
- Robertsia Bouček, 1988
- Seres Waterston, 1919
- Sycoecus Waterston, 1914
- Sycoryctes Mayr, 1885
- Sycoscapter Saunders, 1883
- Walkerella Westwood, 1883
- Watshamiella Wiebes, 1981